# اولد تاون (تورنتو)
اولد تاون (انگلیسی: Old Town, Toronto) یک محله و منطقه خرده فروشی در مرکز شهر تورنتو، انتاریو، کانادا است.